# Benyusháza
Benyusháza (szlovákul Beňušovce) Tarnóc településrésze, korábban önálló falu Szlovákiában, a Zsolnai kerületben, a Liptószentmiklósi járásban.

## Fekvése
Liptószentmiklóstól 8 km-re északnyugatra, Tarnóc központjától 2,5 km-re északra fekszik.

## Története
A 18. század végén Vályi András így ír róla: „BENYUSHÁZA. Benyusovcze. Tót falu Liptó Vármegyében, földes Ura Palugyai Uraság, lakosai katolikusok, fekszik Tarnótznak szomszédságában, mellynek filiája, ambár e’ helység igás marháinak legelőt bérben tart, és földgyének 1/6. része soványas, de mivel 5/6. bő termékenységű, ’s könnyen miveltetik, és trágyáztatik, Tarnócztol 3/4. Szent Miklóstól pedig fél óra járásnyira léven, a’ hol pénzt kereshetnek lakosai, és vagyonnyaikat jól eladhattyák, első Osztálybéli.”
Fényes Elek 1851-ben kiadott geográfiai szótárában így ír a faluról: „Benyusháza, kis tót falu, Liptó vmgyében, Tarnócz és Szelnicze közt.”
1910-ben 132, túlnyomórészt szlovák lakosa volt. A trianoni diktátumig Liptó vármegye Liptószentmiklósi járásához tartozott.

## Lásd még
- Tarnóc